# Luzjnikistadion
Luzjnikistadion (ryska: Стадион Лужники/Stadion Luzjniki) är den största idrottsarenan i Ryssland med en kapacitet på 84 745 åskådare. Stadion ligger i huvudstaden Moskva i distriktet Chamovniki och kallades tidigare för Lenin-stadion (fullt namn på ryska: Центральный стадион имени В.И.Ленина). Luzjnikistadion är bara en del av det stora Olympiska komplexet Luzjniki som är beläget i centrala Moskva, en mängd olika anläggningar för olika idrotter finns tillgängliga. Fotbollslagen FC Torpedo Moskva och FC Spartak Moskva spelar sina hemmamatcher på arenan, som har konstgräs som underlag. 

## Evenemang och händelser i arenan
- På Luzjniki spelades även matchen Sovjetunionen-Sverige (4-4) vid VM i ishockey 1957 inför 55 000 åskådare vilket var nytt världsrekord för hockey, en turnering som Sverige vann.
- Lenin-stadion var huvudarena för Olympiska sommarspelen 1980, med en dåvarande kapacitet på 103 000 åskådare.
- Den 20 oktober 1982 inträffade Luzjnikikatastrofen som kostade 66 människors liv.
- Här spelades finalen i UEFA Champions League 2008 som Manchester United tog hem.
- VM i friidrott hölls här 2013.
- Under VM i Fotboll 2018 spelas ett flertal matcher på arenan, bland annat öppningsmatch och final.

## Galleri

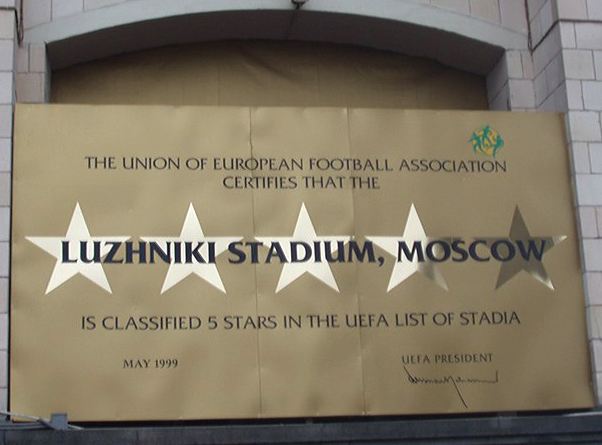
Plaketten som finns i station visar att den är en femstjärnig fotbollsarena.
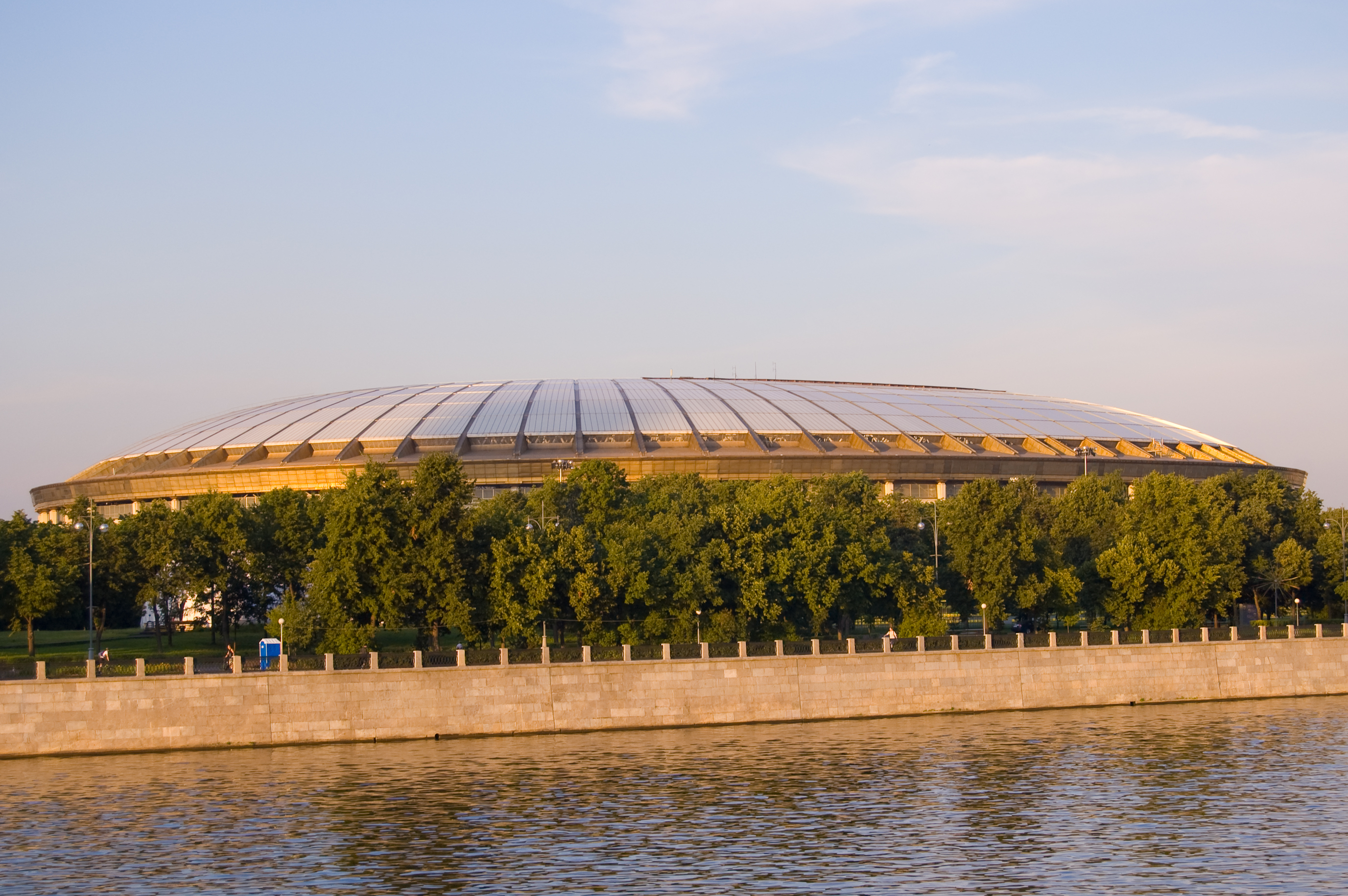
Från utsidan.
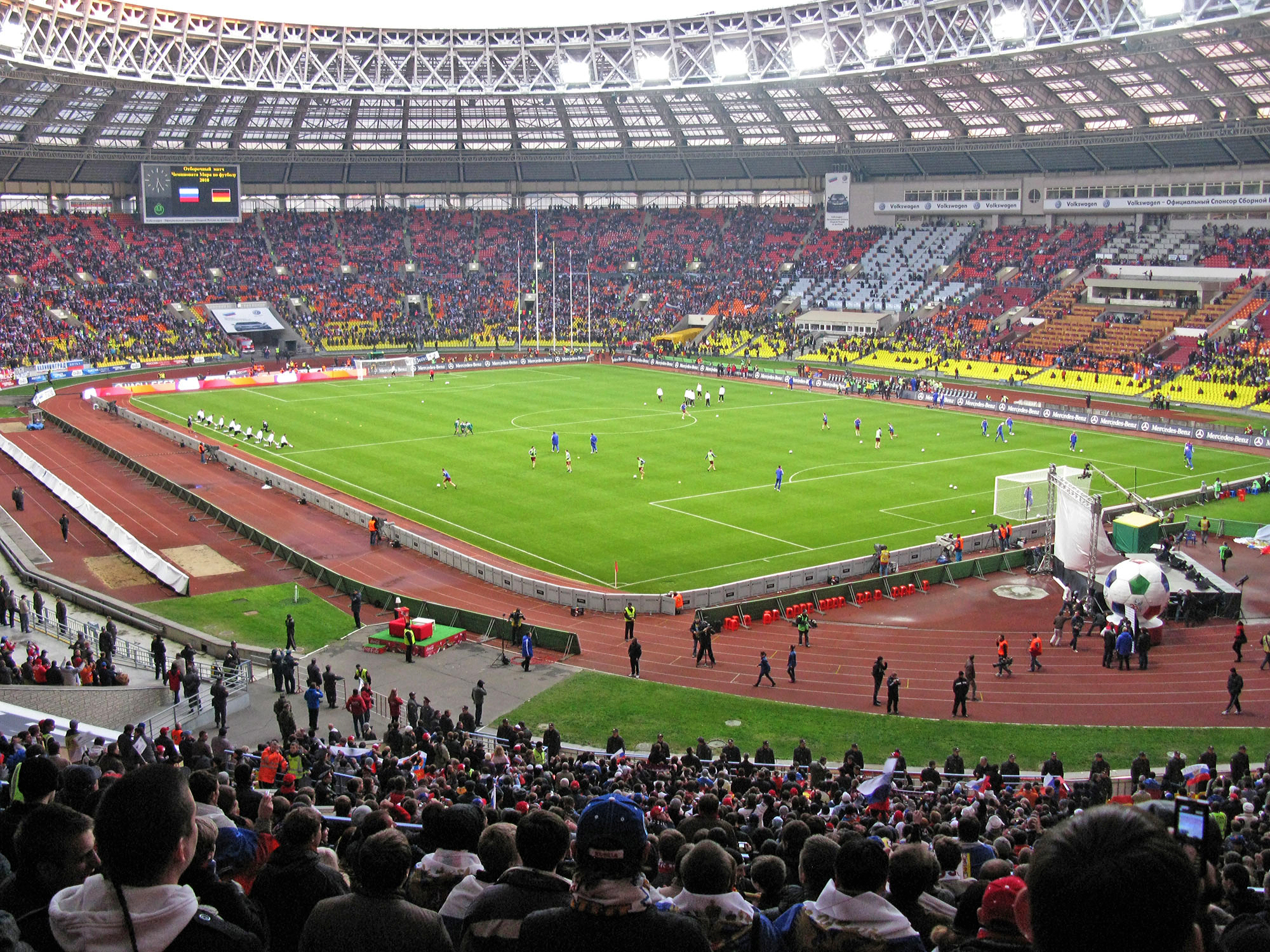
Från insidan.